# Borås stadshotell
Borås stadshotell är ett stadshotell i Borås som uppfördes 1908. Hotellet brann ner den 10 juni 1978. I samband med branden på stadshotellet i Borås omkom 20 personer och 59 skadades.

## Byggnad
Stadshotellet byggdes åren 1907–1908 och bestod av en tegelbyggnad i sex våningar. Fasaden låg mot Österlånggatan, Yxhammarsgatan samt Lilla Brännerigatan med huvudentrén mot Österlånggatan.
På bottenvåningen fanns förutom reception även kontor och restaurang med andra våningen rymde kök och pub. På tredje våningsplanet fanns fest- och konferenslokaler. Övriga våningsplan rymde hotellrum, totalt 65 stycken.